# Basco (Estados Unidos)
Basco es una villa ubicada en el condado de Hancock en el estado estadounidense de Illinois. En el Censo de 2010 tenía una población de 98 habitantes y una densidad poblacional de 170,44 personas por km².

## Geografía
Basco se encuentra ubicada en las coordenadas 40°19′40″N 91°11′58″O / 40.32778, -91.19944. Según la Oficina del Censo de los Estados Unidos, Basco tiene una superficie total de 0.57 km², de la cual 0.57 km² corresponden a tierra firme y (0%) 0 km² es agua.

## Demografía
Según el censo de 2010, había 98 personas residiendo en Basco. La densidad de población era de 170,44 hab./km². De los 98 habitantes, Basco estaba compuesto por el 100% blancos, el 0% eran afroamericanos, el 0% eran amerindios, el 0% eran asiáticos, el 0% eran isleños del Pacífico, el 0% eran de otras razas y el 0% pertenecían a dos o más razas. Del total de la población el 0% eran hispanos o latinos de cualquier raza.